# Un lapin givré
Pour plus de détails, voir Fiche technique et Distribution.
Un lapin givré (ou Un lapin au frais, titre français au Canada; en anglais Fresh Hare) est un cartoon de la série Merrie Melodies, réalisé par Friz Freleng mettant en scène Elmer Fudd et Bugs Bunny.

## Résumé
Recherché mort ou vif, Bugs est pisté par Elmer de la police montée. Elmer, devant un arbre portant une affiche de recherche du lapin, se réjouit de la prochaine capture de Bugs. Il s'aperçoit alors de traces de lapin dans la neige qui mènent à plusieurs autres arbres portant chacun une affiche. La première a été retouchée par Bugs en ajoutant une grosse moustache et une langue sortie. La seconde est en fait une publicité pour le magazine de la police montée, avec une pin-up en accroche. La troisième montre une affiche de recherche avec le lapin qui s'est caricaturé en Adolf Hitler. Le policier découvre enfin le terrier de Bugs et cherche à le piéger avec une carotte.
Le bras de Bugs Bunny sort du trou, la main gantée prend la forme d'un petit bonhomme qui tente de rejoindre le délicieux légume en marchant. Mais comme il s'enfonce, il revient et chausse des petites raquettes de neige avant de repartir dans sa quête. Bug ramène vivement dans son terrier sa main tenant la proie. Mais Elmer, caché, qui observait la scène, se précipite et parvient à menotter le bras du lapin au sien. L'autre main de Bugs cherche alors à en savoir plus : il tâte la forme du bracelet, le fait sonner d'une chiquenaude, puis continue l'exploration avec les boutons de veste d'Elmer, et enfin donne une pichenette à son nez. Découvrant alors qu'il est en présence d'un policier, le bras rentre prestement à l'intérieur du trou, puis commence une bataille où chacun cherche à tirer l'autre à lui. Tout à coup, Elmer découvre que Bugs a placé dans la menotte une bombe à la place de son bras. Elmer veut s'enfuir, mais la bombe est trop lourde. Il cherche désespérément la clé des menottes. Bugs, près d'un arbre, le nargue en faisant tourner nonchalamment le trousseau de clés autour de son doigt, dit sa phrase fétiche, puis recherche lentement la bonne clé. La bombe explose au moment où il présente la clé des menottes. Alors que le lapin s'en va tranquillement, le policier ressurgit et le menace de son fusil. Bugs lui demande de quel droit il le menace. Elmer répond et lui lit la liste de ses crimes. Bugs lui vole discrètement son chapeau et se fait passer pour un officier. Il le réprimande, lui déchire ses vêtements, retire même sa culotte mais la lui rend finalement. Bugs en profite pour serrer le corset d'Elmer au maximum avant de lui donner un baiser dans l'air puis de s'enfuir.
Elmer s'apprête à le courser, avant de s'apercevoir qu'il est en sous-vêtements ; il s'habille le plus vite possible. Peu après, au cours de la poursuite, ils traversent des congères et se couvrent de neige. Alors que la neige fond, on voit que l'ordre des poursuivants s'est inversé : c'est le lapin qui court après le policier ! Ils s'aperçoivent de leur erreur et repartent dans l'autre sens. La course se fait à un moment dans de la neige profonde : on ne voit plus que les oreilles du lapin qui dépassent. Devant un sapin enneigé, les deux oreilles s'écartent puis se rejoignent après l'arbre. Mais Elmer, lui, le heurte de plein fouet. La neige tombe sur Elmer. L'arbre déneigé se révèle être un sapin de Noël avec guirlandes et boules, et Elmer est transformé en Père Noël avec une barbe en neige. Bugs en profite pour lui souhaiter un joyeux Noël, puis se creuse un terrier pour s'enfuir.
Elmer redécouvre Bugs en train de défier un bonhomme de neige à l'effigie du policier. Alors que le policier se tient juste derrière le lapin, Bugs, qui semblait vouloir donner un coup de poing dans le bonhomme de neige, se retourne et l'envoie finalement à Elmer, qui chute sur un mur de glace et y laisse l'empreinte de ses fesses. Bugs s'enfuit à nouveau dans la neige. Elmer veut le suivre en grattant la neige comme lui, mais il entend alors le lapin un peu plus loin qui le siffle et le nargue encore. Bugs s'enfuit dans le creux d'un arbre, où Elmer s'y précipite et se retrouve coincé. Bugs ôte le fusil et se raidit pour prendre sa place. Elmer s'extrait de l'arbre, « tire » avec Bugs dans l'arbre. Bugs simule les détonations puis les ratés du fusil avec des onomatopées. Elmer, qui croit toujours tenir son fusil, regarde à la sortie du canon, qui se trouve être en fait la bouche de Bugs Bunny ! Le lapin farceur en profite pour l'embrasser sur les lèvres.
La course poursuite reprend de plus belle entre eux, au cours de laquelle ils laissent des traces invraisemblables dans le décor. Finalement, Elmer vient s'écraser contre un mur de pierre. Le policier n'en peut plus d'être ridiculisé par Bugs, et craque. Bugs, devant les larmes d'Elmer, décide de se rendre. Bugs mis face au peloton d'exécution, Elmer lui demande son dernier souhait avant de mourir. En guise de réponse, Bugs se met à jouer du banjo et chante « I Wish I Were in Dixie » (« j'aurais souhaité être au Dixie »). On revoit alors Bugs, Elmer et le régiment grimés en Noirs d'orchestre de jazz qui continuent à chanter la chanson dans un champ de coton au Dixie.

## L'avis de recherche
La liste des crimes commis par Bugs et présentés par Elmer comprend :
« Résistance à un officier, assaut et attaque à main armée, intrusions, troubles à l'ordre public, délits variés, nuisance publique, incartades en ville, refus de priorité à un panneau d'arrêt, incivilités piétonnières, stationnement en triple file, conduite inqualifiable pour un lapin, et violation du code de la route.»

## Fiche technique
- Réalisation : Friz Freleng (comme I. Freleng)
- Scénario : Michael Maltese
- Producteur : Leon Schlesinger
- Production : Leon Schlesinger Studios
- Musique originale : Carl W. Stalling (non crédité)
- Montage et technicien du son : Treg Brown (non crédité)
- Durée : 7 minutes
- Pays : États-Unis
- Langue : anglais
- Distribution :
  - 1942 : Warner Bros. Pictures
  - 2007 : Warner Home Video DVD
- Format : 1,37 :1 Technicolor Mono
- Date de sortie :
  - États-Unis : 22 août 1942
- Licence : domaine public[1]

## Animateurs
- Manuel Perez
- Richard Bickenbach (non crédité)
- Gerry Chiniquy (non crédité)
- Phil Monroe (non crédité)
- Gil Turner (non crédité)
- Owen Fitzgerald, responsable de la mise en place (non crédité)

## Musique
- Carl W. Stalling, directeur de la musique
- Milt Franklyn, orchestration (non crédité)

### Titres

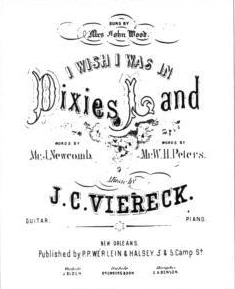
Une couverture de 1861 de la partition musicale de Dixie.

- Oh, You Beautiful Doll (en) (non créditée)
Musique par Nat Ayer.
Jouée lors la scène où l'on voit l'affiche avec Bugs caricaturé en Hitler

- Gwine to Run All Night (non créditée)
Connue aussi sous le nom de « De Camptown Races ». Musique écrite par Stephen Foster. Chantée par Bugs, Elmer et le chœur à la fin du cartoon.

- (I Wish I Was in) Dixie's Land (non créditée)
Connue aussi sous le nom de « Dixie ».
Musique écrite par Daniel Decatur Emmett.
Chantée par Bugs vers le final.

- Jingle Bells (non créditée)
Musique par James Pierpont.
Jouée lors de la scène avec le sapin de Noël.

- Song of the Mounted Police (non créditée)
Musique par M.K. Jerome.
Jouée durant le générique de début et au commencement du cartoon.
Une variation musicale est utilisée quand Bugs fait sonner les boutons de la veste d'Elmer.
Jouée aussi à l'occasion à d'autres moments du film.

- You Hit My Heart with a Bang (non créditée)
Musique écrite par Al Goodhart, Edward G. Nelson et Harry Pease.
Jouée quand Elmer chasse Bugs au début.

- A-Tisket, A-Tasket (non créditée)
Musique traditionnelle.

## Censure
La fin de ce cartoon a été ciblée par la censure. Bugs y énonce ses derniers vœux dans un chœur de I Wish I Were in Dixie suivi d'une interprétation de Camptown Races où Bugs, Elmer et compagnie sont déguisés en blackface avec un champ de coton en arrière-plan. Ceci a pu être interprété bien après la première diffusion comme du racisme envers les Afro-Américains. Cette fin a été censurée par plusieurs chaînes de télévision et remplacée de plusieurs manières différentes.